# Niall Tóibín
Niall Tóibín (21 de noviembre de 1929 - 13 de noviembre de 2019) fue un comediante y actor irlandés. Nacido en Cork en una familia de habla irlandesa, Tóibín creció en el lado norte de la ciudad en Bishop's Field.
Apareció en La hija de Ryan, Retorno a Brideshead, Bracken, The Ballroom of Romance, El magistrado inglés, Caught in a Free State, Ballykissangel, Far and Away y Veronica Guerin. Se le concedió la membresía honoraria vitalicia de la Academia Irlandesa de Cine y Televisión (IFTA) en 2011 y la Libertad de Cork en 2015.

## Primeros años
Tóibín nació en 1929 en Cork, Irlanda, el sexto de siete hijos, de Siobhán (de soltera Ní Shúileabháin) y Seán Tóibín, hablantes nativos de irlandés. Sus padres se casaron en 1917. Su padre nació en Passage West, Condado de Cork, y sus padres procedían de Waterford y West Cork. Seán Tóibín fue profesor en la Escuela de Comercio de la ciudad de Cork y autor de dos libros, Blátha an Bhóithrín y Troscán na mBánta, sobre las flores de los caminos y las praderas, ambos escritos en idioma irlandés. Su madre, Siobhán Ni Shúilleabháin, provenía de Beaufort, condado de Kerry.
Niall nació en el lado sur de la ciudad de Cork en Friars' Walk. Se crio con el irlandés y utilizó este idioma en su carrera profesional, especialmente en la película Poitín. Entre sus hermanos se encontraban Siobhán, Tomás (poeta), Déaglán, Filmin, Gobnait y Colm Tóibín.
De niño cantó en el coro de la catedral y en la Ópera de Cork. En su adolescencia, se unió a una sociedad de teatro adscrita a la rama Keating de la Liga Gaélica. Fue educado por los Hermanos Cristianos Irlandeses en el Monasterio del Norte (North Mon), después de lo cual dejó Cork para trabajar en la administración pública en Dublín en enero de 1947.
En 1957, Tóibín se casó con Frances Judith "Judy" Kenny (fallecida el 26 de junio de 2002, 70 años) en Dublín. Tuvo cinco hijos y siete nietos.

## Carrera
Trabajando originalmente como funcionario público en el Departamento de Asuntos Exteriores, Tóibín comenzó a actuar en la década de 1950 y pasó catorce años con Radio Éireann Players.
Desde La hija de Ryan y Bracken en la década de 1970, hasta The Ballroom of Romance, El magistrado inglés, Retorno a Brideshead and Caught in a Free State en la década de 1980, y Far and Away, Ballykissangel y Veronica Guerin en las décadas de 1990 y 2000, la carrera de entretenimiento de Toibin en La televisión, el cine y el teatro abarcaron más de cuatro décadas. También actuó para la radio, como su aparición especial en la serie Baldi de BBC Radio 4.
En 2005, "cementó" sus manos frente al Gaiety Theatre de Dublín. Pronunció un discurso en el que dijo: "Será un día de orgullo para mí. Mis apariciones en el escenario de Gaiety son sin duda los aspectos más destacados de mi carrera y es un honor para mí que me hayan pedido mis impresiones".
Interpretó al Dr. Paul O'Callaghan en las dos primeras series del programa de televisión irlandés The Clinic.
Interpretó al juez Ballaugh, junto a Cate Blanchett, en la película Veronica Guerin de Jerry Bruckheimer.

## Vida posterior y muerte
En mayo de 2015, Tóibín recibió el premio Libertad de Cork en reconocimiento a su labor cinematográfica, televisiva y escénica.
Tóibín murió en Dublín el 13 de noviembre de 2019, ocho días antes de cumplir 90 años, después de haber sufrido una forma de demencia en los años previos a su muerte.

## Filmografía
| Año  | Título                         | Papel       | Notas                      |
| ---- | ------------------------------ | ----------- | -------------------------- |
| 1969 | Guns in the Heather            | Kettering   | [ 19 ]                     |
| 1970 | La hija de Ryan                | O'Keefe     | [ 19 ]                     |
| 1971 | Flight of the Doves            | O'Casey     | [ 20 ]                     |
| 1971 | L'iguana dalla lingua di fuoco | Doctor      | Sin acreditar              |
| 1977 | Philadelphia, Here I Come      | Con Sweeney |                            |
| 1978 | Poitín                         | Sleamhnan   | [ 22 ]                     |
| 1979 | The Outsider                   | El granjero | [ 19 ]                     |
| 1980 | The Sleep of Death             | Sean        |                            |
| 1981 | Lovespell                      | Andred      | [ 23 ]                     |
| 1984 | Reflections                    | Sr. Prunty  | [ 12 ]                     |
| 1986 | The Ballroom of Romance        | Eyes Horgan | [ 12 ]                     |
| 1986 | Rawhead Rex                    | Coot        | [ 12 ]                     |
| 1986 | Eat the Peach                  | Boots       | [ 24 ]                     |
| 1990 | Fools of Fortune               | Lanigan     | [ 12 ]                     |
| 1992 | Far and Away                   | Joe         | [ 19 ]                     |
| 1995 | Frankie Starlight              | Handy Paige | [ 25 ]                     |
| 1998 | The Nephew                     | Sean        | [ 6 ]                      |
| 2000 | Rat                            | Geraldo     | [ 19 ]                     |
| 2003 | Veronica Guerin                | Ballaugh    | [ 19 ]                     |
| 2018 | Remains                        | Patrick     | Cortometraje, último papel |